# 国际滑冰联盟裁判系统

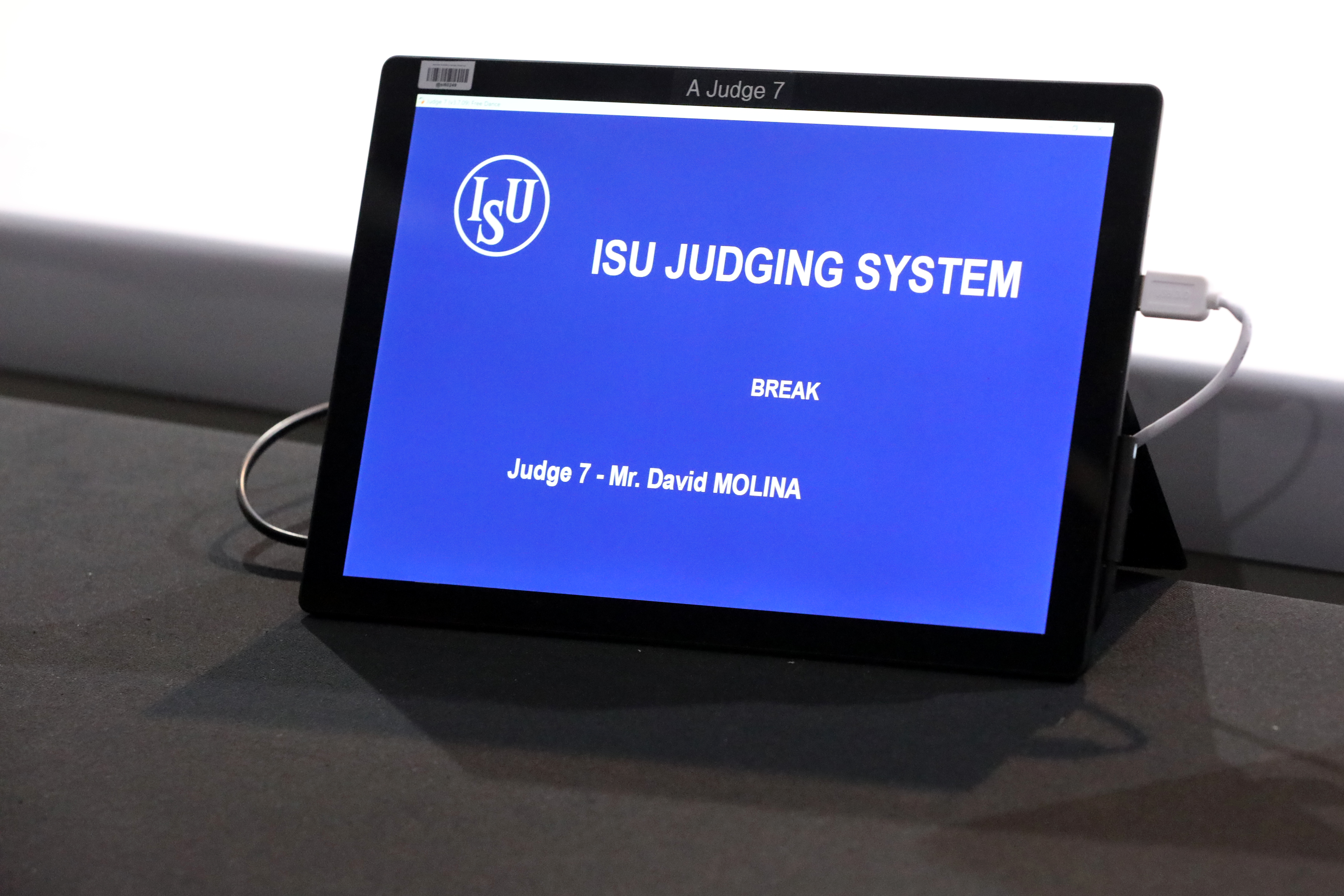
i s u

国际滑冰联盟裁判系统（英文：ISU Judging System），也被称为CoP系统（英文： Code of Points）或国际裁判系统（英文：International Judging System，简称：IJS），是当前花样滑冰体育比赛项目中对于男子及女子单人滑、双人滑、冰舞以及队列滑项目进行评分的裁判系统。

## 發展歷史
该系统由国际滑联（ISU）设计和实施，于2004年取代了原先的6.0评分系统，用于包含奥运会在内的所有国际滑联认可的国际花样滑冰比赛。该新系统是为了应对2002年盐湖城冬奥会双人滑裁判争议而创建的，目的是使花样滑冰评分更加公平、客观，杜绝裁判在评分过程中的舞弊行为。